# Monna Vanna (1922)
Monna Vanna ist ein deutscher Historien- und Kostümstummfilm aus dem Jahre 1922. Unter der Regie von Richard Eichberg spielen Paul Wegener und Eichbergs damalige Ehefrau Lee Parry die Hauptrollen. Die Geschichte basiert auf Maurice Maeterlincks gleichnamigem Schauspiel.

## Handlung
Die Geschichte spielt im Italien kurz vor Anbruch der Hochrenaissance, Ende des 15. Jahrhunderts. Im Mittelpunkt des Geschehens steht die 17-jährige Waise Madonna Giovanna, von allen nur kurz „Monna Vanna“ genannt. Sie ist gebürtige Venezianerin und wird von Guido Gurlino, dem Herrscher von Pisa, in dessen Stadt verschleppt, nachdem Gurlinos Hochzeit mit der Florentinerin Maddalena Pazzi aufgrund einer aufgedeckten Verschwörung geplatzt war. Die Folgen sind dramatisch, denn aufgrund dieses schwerwiegenden Ereignisses herrscht zwischen Pisa und Florenz, den beiden wichtigsten städtischen Machtzentren Mittel- und Norditaliens, Krieg. Die Florentiner belagern daraufhin Pisa und nehmen schließlich die Stadt ein. Monna Vanna sitzt nun zwischen sämtlichen Stühlen. Gurlino, der auf Maddalena verzichten musste, will nun Monna Vanna ehelichen, die sich aber dagegen sträubt, denn sie sinkt in die Arme des jungen Heerführers Pitellozo Vitelli. 
Vitelli wird aber bereits von der abtrünnigen Gurlino-Braut Maddalena angeschmachtet, die den attraktiven Florentiner, also einem Feind und Besatzer Pisas, aufrichtig liebt. Während die Kämpfe aufflammen kümmert sich Monna Vanna in aufopfernde Weise um die notleidende Bevölkerung Pisas. Bald besitzt Monna die grenzenlose Liebe der Stadtbevölkerung. Vitelli wiederum zeigt Erbarmen und veranlasst Lebensmittellieferungen in die hungernde und ausgezehrte Stadt. Monna Vanna entscheidet sich dazu, ins Lager des Feindes zu gehen und sich selbst zum Wohle der Stadt zu opfern. Doch Vitelli nimmt ihr Opfer nicht an und wird sogar von seinen eigenen Leuten als Verräter geziehen. Seine Florentiner Truppen lässt er vom Belagerungsring abziehen, während er zu Monna Vanna eilt. Nach Guido Gurlinos Tod kann Vitelli endlich die edle Monna Vanna ehelichen.

## Produktionsnotizen
Monna Vanna entstand zwischen Mai und September 1922 in den Jofa-Ateliers von Berlin-Johannisthal sowie in den Emelka-Ateliers von Geiselgasteig bei München. Die Außenaufnahmen wurden in Dachau-Etzhausen angefertigt. Der Film maß eine Länge von 3346 Metern, verteilt auf sieben Akte. Monna Vanna passierte die Filmzensur am 5. Dezember 1922 und wurde am 20. Dezember 1922 in den Leipziger U.T.-Lichtspielen uraufgeführt. Die Berliner Premiere fand einen Tag später im Marmorhaus statt.
Kurt Richter entwarf die umfangreichen Filmbauten, die von ihm, Willy Reiber und Jacques Rotmil umgesetzt wurden. Walter Böhm entwarf die Kostüme.
Hauptdarsteller Wegener und Lyda Salmonova, die hier die Florentinerin Maddalena Pazzi verkörpert, waren miteinander verheiratet.

## Kritiken
Paimann’s Filmlisten befand: „Das Sujet bewahrt trotz des stellenweisen Uebergewichtes der Aufmachung ziemlich Spannung, die Darstellung ist den bei Ausstattungsfilmen stellenden Forderungen entsprechend, die Ausstattung in jeder Hinsicht auf der Höhe.“